# Elżbieta Słuszczanka
Elżbieta Słuszczanka (Halszka) herbu Ostoja Kazanowska Adamowa (1619–1671) – marszałkowa nadworna koronna, podkanclerzyna koronna.
Ojcem jej był Aleksander Słuszka h. Ostoja (ok. 1580–1647) wojewoda trocki. Miała dwóch braci; Jednym bratem był Zygmunt Adam Słuszka h. Ostoja (1628–1674) chorąży wielki litewski, pułkownik wojska litewskich,
drugi brat; Bogusław Jerzy Słuszka h. Ostoja (ok. 1620–1658) podskarbi nadworny lit.
W 1633 roku Adam Kazanowski, dzięki poparciu króla Władysława IV, poślubił 14-letnią wówczas Elżbietę (Halszkę) ze Słuszków (1619–1671). Małżeństwo oznaczało dla Kazanowskiego nie tylko pokaźny posag (50 tys. złotych), lecz także cenne koligacje. Adam Kazanowski nigdy nie miał dzieci. Później Elżbieta wyszła za mąż za Hieronima Radziejowskiego.
Po śmierci pierwszego męża w 1649 r. dziedziczka olbrzymiej fortuny, w jej posiadaniu znalazły się m.in. wareckie starostwo niegrodowe (Warka, wieś Piaseczno i Stara Warka z folwarkiem).
W prezencie ślubnym w 1634 r. otrzymała od króla Władysława kubek szczerozłoty z asygnatą na 20 000 dukatów. Jako wdowa Elżbieta Kazanowska z drugim mężem Hieronimem Radziejowskim – wzięła ślub w 1650 r. – jako Hieronimowa Radziejowska założyła proces o stwierdzenie nieważności małżeństwa w 1651 r., gdy dopuścił się zdrady króla. “Femme fatale” króla Jana Kazimierza. Po ujawnieniu treści listu opuściła obóz wojskowy pod Sokalem i wniosła sprawę o stwierdzenie nieważności małżeństwa. Sama zamieszkiwała w klasztorze (Radziejowski usiłował później porwać żonę z klasztoru, czemu przeszkodziła gwardia królewska) jednocześnie zlecała swojemu bratu Bogusławowi Jerzemu Słuszce usunięcie męża z majątku. Słuszka najpierw wyzwał Radziejowskiego na pojedynek, a gdy ten odmówił 4 stycznia 1652 pod nieobecność gospodarza zajął zbrojnie Pałac Kazanowskich (znajdujący się 400 metrów od Zamku Królewskiego). Były mąż bezskutecznie usiłował zbrojnie odbić pałac. Po tych wydarzeniach dziejących się niecały miesiąc przed obradami Sejmu, Radziejowski został oskarżony o obrazę majestatu i pogwałcenie bezpieczeństwa rezydencji królewskiej – i skazany na banicję i infamię. Stwierdzenie nieważności małżeństwa między Elżbietą Słuszczanką i Hieronimem Radziejowskim miało miejsce dnia 15 stycznia 1663 r.
Jej pasierbem był Michał Stefan Radziejowski (1645–1705) – biskup warmiński, podkanclerzy koronny kardynał arcybiskup gnieźnieński, prymas Polski (jego matką rodzoną była pierwsza żona Hieronima Radziejowskiego – Eufrozyna Tarnowska), drugim synem był Stanisław Radziejowski (1643–1670) starosta kamionecki, solecki i warecki.